# Benedetta Durando
Benedetta Durando (Santa Margherita Ligure, 15 ottobre 1985) è una schermitrice italiana, specializzata nel fioretto.

## Biografia
Atleta nata  nel Club Scherma Rapallo, e dal 2005 entra a far parte del Centro Sportivo Carabinieri di Roma.
Esordisce con la Nazionale Under-17 nel 2002 ai Mondiali Cadetti di Antalya conquistando la medaglia d'oro individuale, nello stesso anno colleziona la medaglia di bronzo nell'individuale e la medaglia d'oro a squadre ai Campionati europei Giovani di Conegliano.
Nel 2003 si aggiudica la medaglia d'oro a squadre ai Campionati Mondiali Giovani di Trapani e la medaglia il bronzo individuale e l'argento a squadre ai Campionati europei Giovani di Parenzo.
Nel 2004 conquista il bronzo a squadre ai Campionati del mondo Giovani di Plovdiv e la medaglia di bronzo nella gara di fioretto a squadre agli Europei di Copenaghen.
Nel 2008 nella prova di San Pietroburgo conquista quello che per ora è il suo miglior risultato in una gara di Coppa Del Mondo, giungendo al 3º posto. Bisserà questo piazzamento a Torino nel 2010.
Nel 2013 al termine di una buona stagione di Coppa del Mondo viene convocata per gli Europei di Zagabria, dove si classifica al 7º posto nella gara individuale e conquista la medaglia d'oro in quella a squadre.
Al termine della carriera consegue il diploma di Maestro di Scherma.

## Palmarès
In carriera, ha conseguito i seguenti risultati:
Europei
A squadre
- Oro nel fioretto a Zagabria 2013
- Bronzo nel fioretto a Copenaghen 2004

Universiadi
A squadre
- Oro nel fioretto a Belgrado 2009

Campionati italiani
Individuale
- Argento nel fioretto a Padova 2004
- Bronzo nel fioretto a Siracusa 2010
- Bronzo nel fioretto a Bologna 2012

A squadre
- Argento nel fioretto a Siracusa 2010
- Argento nel fioretto a Livorno 2011

### Altri risultati
Mondiali cadetti
Individuale
- Oro nel fioretto a Antalya 2002

Mondiali giovani
A squadre
- Oro nel fioretto a Trapani 2003
- Bronzo nel fioretto a Plovdiv 2004

Mondiali cadetti
Individuale
- Oro nel fioretto a Adalia 2002

Europei Under-23
Individuale
- Bronzo nel fioretto a Monza 2008

Europei giovanili
Individuale
- Bronzo nel fioretto a Conegliano 2002
- Bronzo nel fioretto a Parenzo 2003

A squadre
- Oro nel fioretto a Conegliano 2002
- Argento nel fioretto a Parenzo 2003